# John Hobart, 1. hrabě z Buckinghamshire
John Hobart, 1. hrabě z Buckinghamshire (John Hobart, 1st Earl of Buckinghamshire, 1st Baron Hobart, 5th Baronet Hobart of Intwood) (11. října 1693, Blickling Hall, Anglie – 22. září 1756, Londýn, Anglie), byl britský dvořan a diplomat ze šlechtického rodu Hobartů. Třicet let zastával vysoké posty u královského dvora, během života byl povýšen postupně na barona (1728) a hraběte (1746), uplatnil se také jako diplomat. Jeho kariéra byla podmíněna blízkým vztahem jeho sestry Henrietty ke králi Jiřímu II. Vysoké postavení si rodina udržela až do 20. století.

## Kariéra
Pocházel ze starobylého rodu Norfolků (původní jméno Hubbard), narodil se jako jediný syn generála Sira Henryho Hobarta (1657–1698). John jako dítě zdědil titul po otci titul baroneta (1698), studoval v Oxfordu a v letech 1715–1728 byl poslancem Dolní sněmovny za stranu whigů. Od mládí souběžně zastával správní funkce v Norfolku, kde vlastnil statky (od roku 1719 byl v Norfolku viceadmirálem, od roku 1739 lordem-místodržitelem). Jako bohatý velkostatkář v Norfolku měl pod kontrolou několik volebních obvodů a v první polovině v tomto hrabství ovlivňoval volby ve prospěch whigů. Brzy se dostal i k nižším vládním funkcím, v letech 1721–1727 byl lordem komisařem v úřadu pro obchod a kolonie. Kromě toho zastával také čestné funkce ve správě vévodství Cornwall a v roce 1725 získal Řád lázně. Po nástupu Jiřího II. se uplatnil u dvora, kde byl pokladníkem v úřadu nejvyššího komořího (1727–1744). V roce 1728 získal titul barona a vstoupil do Sněmovny lordů. Od roku 1745 až do své smrti zastával čestnou funkci kapitána královské gardy (Captain of the Gentlemen Pensioners) spojenou s členstvím ve vládním kabinetu, v roce 1745 se zároveň stal členem Tajné rady. V roce 1746 byl povýšen na hraběte z Buckinghamshire a po skončení války o rakouské dědictví byl mimořádným vyslancem v Paříži.

## Rodinné a majetkové poměry

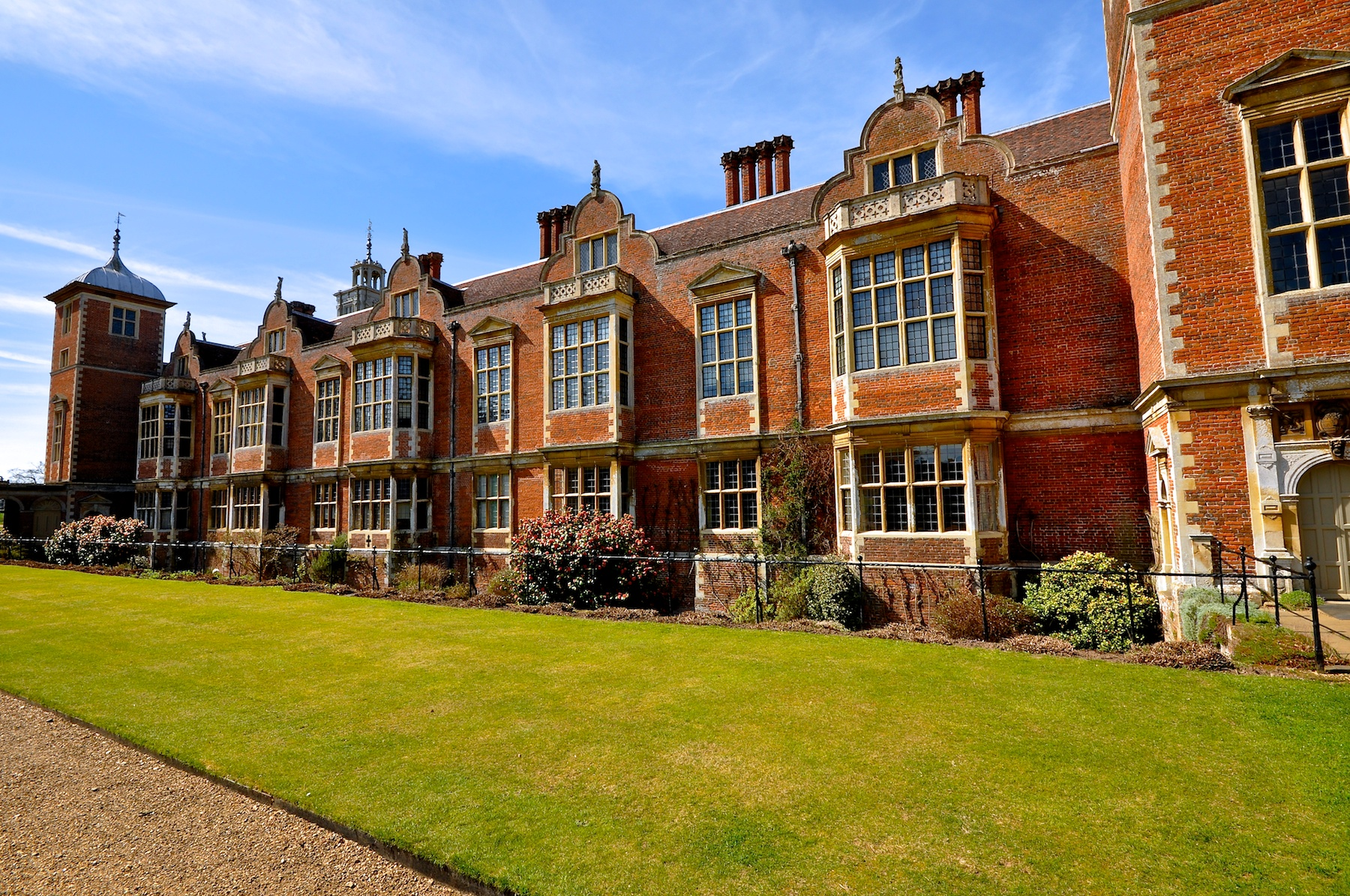
Zámek Blickling Hall (Norfolk), hlavní rodové sídlo 1616-1850

Jeho první manželkou byla od roku 1717 Judith Britiffe († 1727), dcera právníka Roberta Britiffa, který působil ve službách Townshendů a Walpolů. Podruhé se oženil v roce 1728 s Elizabeth Bristow († 1762), dcerou bankéře a poslance Roberta Bristowa. Z obou manželství měl celkem pět dětí, hraběcí titul zdědili postupně synové John (1723–1793) a George (1729–1804), nejmladší syn Henry (1738–1799) byl dlouholetým členem Dolní sněmovny.
Johnova sestra Henrietta Hobart (1688–1757) byla provdaná do rodu Howardů, jejím manželem byl 9. hrabě ze Suffolku. Byla favoritkou Jiřího II. a v letech 1731–1735 byla nejvyšší hofmistryní královny Karolíny. Její vlivné postavení u dvora se odrazilo na vzestupu rodiny Hobartů.
Hlavním rodovým sídlem byl zámek Blickling Hall (Norfolk), který koupil Sir Henry Hobart (1558–1625) v roce 1616. První hrabě z Buckinghamshire u zámku založil park, pro jehož rozšíření přikoupil řadu sousedních pozemků.